# Welsh Language Board
De Welsh Language Board (Welsh: Bwrdd yr Iaith Gymraeg, Nederlands: Welshe taalraad) is de voormalige taalorganisatie voor het Welsh die in 1993 werd opgericht na de Welsh Language Act 1993. In 2012 werd de organisatie opgeheven en vervangen door de Welsh Language Commissioner.